# Leopoldo Vallejos
Leopoldo Manuel Vallejos Bravo (16 de julio de 1944) es un exfutbolista chileno, que jugaba en la posición de guardameta.

## Trayectoria

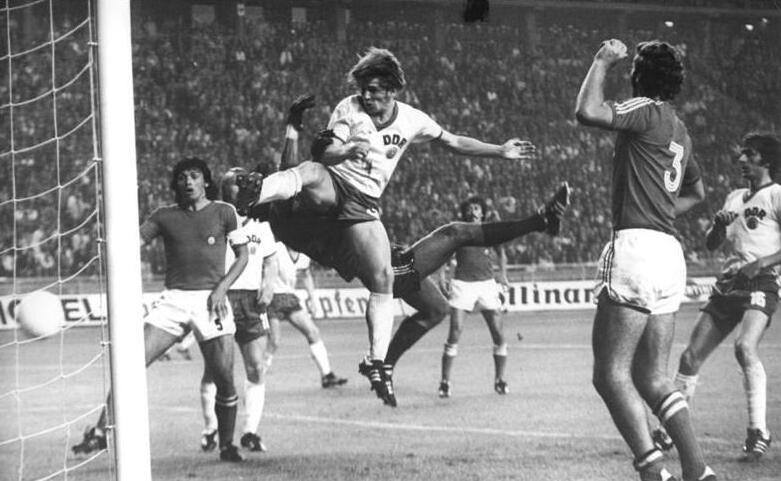
Martin Hoffmann de la Alemania Democrática vence al portero Leopoldo Vallejos, en el empate 1:1, en la Copa Mundial de Fútbol de 1974.

Inició su carrera en el club de su barrio llamado Los Pingüinos jugando de mediocampista. Luego, jugó para una filial santiaguina del club Everton de Viña del Mar. Un día, faltaron los arqueros para un partido ante Colo-Colo, y tras la pregunta por parte del entrenador sobre quién podía defender el arco, Vallejos se ofreció voluntariamente y dejó su valla en cero. Tras disputar un partido frente a las divisiones inferiores de Universidad Católica, Vallejos despertó el interés del club rival, club que finalmente lo ficharía. 
Debutó con los cruzados a los 20 años, en el año 1964, en un partido frente al Palmeiras, válido por un hexagonal disputado en el Estadio Nacional. Además del título de campeón de 1966, dos años más tarde salió airoso junto al equipo cruzado en una más de las definiciones entre Universidad Católica y Universidad de Chile, en esa ocasión por la clasificación a Copa Libertadores.
En 1975 ya como portero de Unión Española, en gran campaña, llegó a la final de la Copa Libertadores 1975, donde perdió la final ante el campeón vigente: Independiente de Avellaneda. Al año siguiente fue traspasado a Everton, donde obtuvo el torneo de Primera División tras vencer a su exclub.

## Selección nacional
Fue nominado por la selección chilena para el Campeonato Sudamericano 1967 donde fue suplente de Juan Olivares. Se estrenó por la selección el 18 de agosto de 1968, bajo la dirección de Salvador Nocetti, y con la Copa del Pacífico como escenario. Fue titular en el triunfo por 2-1 ante Perú, en Lima.
Tras defender el arco de la roja en varios partidos amistosos, fue citado por Luis Álamos para representar a Chile en el Mundial de 1974 de Alemania. Fue titular en los tres partidos que disputó la escuadra nacional en el torneo donde recibió dos goles.
Al año siguiente defendió a la Selección Chilena en la Copa América 1975, jugando en dos encuentros, y luego en las Eliminatorias a Argentina 1978, frente a Perú, que a la postre significó su último partido por el seleccionado chileno.

#### Participaciones en Copa América
| Torneo                       | Sede     | Resultado      |
| ---------------------------- | -------- | -------------- |
| Campeonato Sudamericano 1967 | Uruguay  | Tercer puesto  |
| Copa América 1975            | Sin sede | Fase de grupos |

#### Participaciones en Copas del Mundo
| Mundial                        | Sede     | Resultado      |
| ------------------------------ | -------- | -------------- |
| Copa Mundial de Fútbol de 1974 | Alemania | Fase de grupos |

#### Participaciones en Eliminatorias a la Copa del Mundo
| Eliminatoria                   | Sede      | Resultado |
| ------------------------------ | --------- | --------- |
| Clasificatorias Argentina 1978 | Argentina | Eliminado |

## Clubes

### Como jugador
| Club                 | País  | Año       |
| -------------------- | ----- | --------- |
| Universidad Católica | Chile | 1964−1970 |
| Unión Española       | Chile | 1972−1975 |
| Everton              | Chile | 1976−1977 |
| O'Higgins            | Chile | 1978      |
| Everton              | Chile | 1979−1981 |
| Audax Italiano       | Chile | 1982      |
| Deportes Arica       | Chile | 1983-1985 |
| Universidad Católica | Chile | 1986-1988 |

### Como entrenador
| Club                 | País  | Año       |
| -------------------- | ----- | --------- |
| Municipal Las Condes | Chile | 1995-1996 |

## Palmarés

### Torneos nacionales de reservas
| Título             | Equipo               | País  | Año  |
| ------------------ | -------------------- | ----- | ---- |
| Torneo de Reservas | Universidad Católica | Chile | 1964 |
| Torneo de Reservas | Universidad Católica | Chile | 1965 |
| Torneo de Reservas | Universidad Católica | Chile | 1966 |
| Torneo de Reservas | Universidad Católica | Chile | 1967 |

### Torneos nacionales oficiales
| Título           | Club                 | País  | Año  |
| ---------------- | -------------------- | ----- | ---- |
| Primera División | Universidad Católica | Chile | 1966 |
| Primera División | Unión Española       | Chile | 1973 |
| Primera División | Unión Española       | Chile | 1975 |
| Primera División | Everton              | Chile | 1976 |
| Primera División | Universidad Católica | Chile | 1987 |